# آلتیس آمریکا
آلتیس آمریکا (انگلیسی: Altice USA) شرکت رسانه‌ای آمریکایی است، که در سال ۲۰۱۶ تأسیس شد.